# TOEFL
TOEFL은 대학생 수준의 표준 영어를 이해하고 사용하는 능력을 측정하는 시험이다. Test of English as a Foreign Language의 약자이며, 토플이라고 읽는다. 이 시험은 비영어권 국가의 학생들이 영어권 국가의 대학을 지원을 하는데 필요하다. 또한, 정부 기관이나 자격증, 기업, 장학금 등에도 이 시험의 점수가 필요하며 시험 점수의 유효기간은 2년이다.
이 시험은 미국 ETS의 등록 상표이며, 전 세계적으로 관리한다. 원래는 언어학자인 찰스 A 퍼거슨의 주도하에 응용언어학 센터(en:Center for Applied Linguistics)에서 개발되었는데, 1964년에 처음 실시한 이래 3000만명 이상의 수험생들이 응시하였다.
이 시험에 관한 정책은 16명의 이사진들의 조언에서 결정된다. 이들은 학부/대학원 및 2년제 교육기관, 국제 교육에 관심이 많은 공공 또는 민간 기관과 관련된 이들로 구성된다. 다른 구성원들은 제 2언어로의 영어 전문가들로 구성된다.
이 시험의 심사위원회는 12명의 전문가들로 구성된다. 이들은 언어학, 언어 교수법, 교수 및 연구와 관련된 전문가들이며 이 시험의 내용에 대한 조언을 주로 한다.
시험은 일반적으로 컴퓨터로 본다.

## 구성
토플은 보통 다음과 같이 네 개의 섹션으로 구성되어 있다.
- 섹션 I: 듣기 평가
- 섹션 II: 구조 및 쓰기 표현
- 섹션 III: 읽기 평가 및 어휘
- 섹션 IV: 작문

## 시험 유형

### 인터넷 기반 시험(iBT)
iBT는 말하기 테스트와 통합형 에세이가 추가된 차세대 토플 시험이며, Internet-Based Testing의 준말이다. 일부 아시아계 학생들이 토플에서 높은 점수를 받아도 실제 의사 소통에 어려움을 겪는 경우가 많자, 문법 영역을 폐지하고, 말하기 능력과 읽기/듣기/쓰기가 결합된 통합형 에세이가 새로 시험에 반영되었다. 2005년 9월부터 미국에서 처음 시행되었고, 점차 다른 나라에도 시행되고 있다. 대한민국에서는 2006년 5월부터 시작되었다.
처음에는 응시 지원자가 응시 가용인원보다 많았기 때문에 응시하려면 접수 후 한달정도를 기다려야 했던 적도 있었으나, 현재 대부분의 국가에서는 매달 1~4회 시험을 진행하고 있다. 아래 4개의 영역으로 구성되어 있으며 4시간 30분동안 풀어야 한다. 각 영역은 기본적인 언어 능력 및 고등 교육 환경에서 일어나는 언어 구사를 측정하는데 초점을 맞춘다. 시험을 보는 동안 필기를 하는 것이 허용되며, 12일 이후에 재응시를 할 수 있다. 노트 테이킹 용지는 시험이 끝난 뒤에는 모두 회수한다. 토플은 대한민국에서 볼 수 있는 3대 공인영어시험인 토익, 토플, 텝스 중에서 가장 난이도가 어렵다고 알려져 있다. 읽기와 듣기 영역에서는 더미(Dummy)도 나왔으나 2023년 폐지되었다.
| 영역              | iBT                           | 소요시간 |
| ----------------- | ----------------------------- | -------- |
| 읽기 (Reading)    | 2개의 지문, 지문당 10개 문제  | 35분     |
| 듣기 (Listening)  | 5개의 지문, 지문당 5–6개 문제 | 36분     |
| 휴식 (Break)      |                               | 10분     |
| 말하기 (Speaking) | 4개 과제, 4문제               | 17분     |
| 쓰기 (Writing)    | 2개 과제, 2문제               | 29분     |

#### 읽기
읽기 영역은 2개의 지문으로 구성되어 있다. 지문은 약 700단어 분량의 본문과 관련 문제들이 출제된다. 지문 내용은 학구적인 주제인데, 대체로 학부에서 사용되는 교재에서 찾을 수 있는 내용이다. 지문은 원인 - 결과, 비교 -대조, 그리고 논증과 같은 수사적인 기능에 대한 이해를 요구한다. 수험생들은 지문의 주제, 세부사항, 추론, 필수 정보, 문장 삽입, 어휘력, 수사적 목적과 전체 내용에 대한 문제를 푼다. 이전 방식에 없던 문제유형은 표를 채우거나 요약을 완성하는 유형이다. 주제와 관련된 사전 지식이나 지문에서 언급되지 않는 것은 정답과 직결되지 않는다. 현재 토플 리딩은 상대평가 방식으로 진행된다. 지문 당 10개가 출제되기 때문에, 총 문항 수는 20문항이다. 개정전 토플 시험보다 적게는 지문1개 많게는 2개가 줄어들어 상당한 분량이 줄어들었다. 

#### 듣기
듣기 영역은 6~9개의 지문으로 구성되어 있으며, 지문은 3~5분 분량의 본문과 관련 문제들이 출제된다. 이러한 지문들은 2개의 대화와 4개의 대학 강의 및 토론으로 구성되어 있다. 미국식 발음, 영국식 발음, 호주식 발음이 섞여서 나온다. 대화 (Conversation)는 2명의 성우들의 목소리로 녹음이 되어 있으며, 대화 주체는 대체로 교수/교직원과 학생, 혹은 학생과 학생으로 구성되어 있다. 대학 강의 (Lecture)는 학술적인 내용을 혼자서 강의하거나 학생들과의 토론을 곁들인 방식으로 구성되어 있는데, 해당 주제에 관한 전문적인 배경 지식이 없다고 가정하는 부분까지 포함된다. 각각의 대화나 대학 강의는 한 번만 들려준다. 대화나 강의가 나가는 동안 수험생들은 이와 관련된 내용을 종이에다가 필기하여 이를 바탕으로 문제를 풀 수 있다. (즉, 대화나 강의가 나갈 때 문제를 풀 수 없다는 소리) 대화 지문은 지문당 5개의 문제가, 대학 강의는 지문당 6개의 문제가 출제된다. 즉, 총 34문제가 출제되는 셈이다. 문제유형은 본문 주제, 중요한 세부사항, 암시, 지식과의 관계, 정보의 구성, 화자의 목적과 태도에 대한 이해를 측정하는 유형이다. 현재 토플 리스닝은 절대평가 방식으로 진행한다. 출제되는 문제 수는 최소 34문제에서 최대 51문제 사이, 시간은 60~90분이다. 시간은 지문 하나에 10분씩 주어진다. 듣기가 3세트인 경우 한 세트는 무조건 더미이다. 2019년 토플 개편 당시 시간이 28~39문제에 41~57분으로 한 번 축소되었고 2023년 토플 재개편 당시 28문제에 36분으로 다시 한 번 축소되었다.

#### 말하기
말하기 영역은 6개의 과제로 구성되어 있으며, 2개의 독립형(independent task)과 4개의 통합형(integrated task)으로 나눌 수 있다. 다만, 실제로 응시자가 말을 하는 시간은 최대 5분 30초이며 나머지 최소 14분 30초는 지시사항을 듣는 시간, 답변을 준비하는 시간, 지문을 읽는 시간이다. 2개의 독립형 (1번과 2번)은 응시자들에게 친숙한 주제에 관한 개인적인 의견을 답하는 유형이다. 이 유형은 응시자들의 자발적이고 명확한 생각을 말하는 능력을 측정하는데 초점이 맞추어져 있다. 4개의 통합형 중 앞의 두 가지 유형 (3번과 4번)은 짧은 지문을 읽고 강의나 대화를 들은 다음 이와 관련된 내용을 정리 및 요약하는 방식이며, 뒤의 두 가지 유형 (5번과 6번)은 강의나 대화를 듣기만 한 후 이와 관련된 내용을 요약하는 방식이다. 통합형은 응시자들이 읽거나 들은 내용을 잘 정리하여 말하거나 들은 내용을 잘 요약하여 말하는 능력을 측정한다. 지문을 읽거나 듣는 동안에 수험생들은 이와 관련된 내용을 종이에다가 필기하여 이를 바탕으로 답변을 할 수 있다. 또한 본격적으로 답변하기 전에 짧은 대기 시간 (독립형은 15초, 통합형은 20초)이 주어진다. 답변 시간은 독립형이 45초, 통합형이 1분이다. 2019년 개편 이후 독립형은 1개, 통합형은 3개로 줄고 소요 시간은 17분으로 줄어들었다.

#### 쓰기
쓰기 영역은 학구적인 내용에 대한 영작능력을 측정하는 것이며, 2개의 유형으로 구성되어 있는데, 통합형과 독립형이 각각 하나씩 출제된다. 통합형에서는 학구적인 내용과 관련된 지문을 3분 동안 읽고, 같은 내용의 강의를 2분 동안 들은 후에 강의가 어떤 식으로 지문을 깠는지 요약을 하는 방식이다. 응시자들은 내용을 주된 내용으로 하여 읽은 부분에서의 핵심적인 내용과 관련지어서 요약하는 방식으로 글을 써야 한다. 독립형은 단순히 응시자들의 개인적인 선호를 나열한다기보다는 응시자들의 의견과 선택을 진술하고 설명하고 받쳐주는 것을 내용으로 하여 에세이를 쓰는 유형이다. 시간은 독립형이 25분, 통합형이 30분이다. 2023년 토플 개편에서 독립형 대신 토론형이 추가되고 통합형 20분, 독립형 10분으로 감소했다.

### 컴퓨터 기반 시험(CBT)
CBT는 Computer-Based Test의 준말로, 2006년 9월 30일에 철폐되었다.
1. 듣기 평가
2. 구조 (문법)
3. 읽기 평가 및 어휘
4. 작문

- 총 점수: 0~300점 (각 항목 0~30점)
- 쓰기는 0~6점으로 매겨진다.

2008년 9월 30일 이후 모든 CBT 성적은 무효가 되었다.

### 종이 기반 시험(PBT)
PBT는 paper-based test의 준말로 종이로 시험을 치는 방식을 가리킨다. iBT가 불가능한 일부 지역 (주로 아프리카, 오세아니아 지역의 개발도상국)에 한해서 실시되고 있다. 응시자들은 온라인을 통해 지원하거나 등록양식을 작성하여 지원해야 한다. 시험장의 좌석수가 한정되어 있고 일찍 마감되기 때문에 등록을 일찍 해야 한다.
시험은 3시간 정도 소요되며, 모든 영역은 같은날 응시한다. 응시자들은 원하는 만큼 시험에 여러 차례 응시할 수 있으나 대학들은 대체로 가장 최근의 점수를 요구한다.
1. 듣기(30~40분): 3개의 파트로 구성되어 있다. 첫 번째 파트는 짧은 대화와 관련된 30문항이며, 두 번째 파트는 긴 대화내용의 8문항, 마지막 파트는 강의나 토론과 관련된 12문항이다. iBT와는 달리 듣기 음원이 나가는 동안에도 문제를 풀 수 있다.
2. 구조 및 쓰기 표현(25분): 빈 칸을 채우는 문제가 15개, 그리고 오류를 찾는 문제가 25개이다.
3. 읽기 평가 및 어휘: 독해지문과 관련된 50개의 문제가 출제된다.
4. 작문: 평균 250~300단어 분량의 에세이를 작성한다.

## 시험 점수
대부분의 대학들은 TOEFL 점수를 입학 사정 때 활용한다. 대체로 학부에 지원할 경우 74.2점, 대학원에 지원할 경우 82.6점 이상이 요구된다. 한국에서는 카투사나 통역병 지원 시 TOEFL 성적을 제출할 수 있다. 한때 대한민국의 외국어 고등학교 입학 전형에 TOEFL 성적을 반영하기도 하였다.

### iBT
- 총 점수: 0~120점 (각 항목 0~30점)
- 말하기는 0~4점으로 매겨지고, 쓰기는 0~5점으로 매겨진다.

### PBT
- 총 점수: 310~677점
- 듣기(31–68점), 구조(31–68점), 읽기(31–67점)
- 작문은 최종점수에 포함되지 않으며 별도로 0~6점이 부과된다.

### 점수 상관관계
다음은 ETS에서 발표한 시험 점수 비교표이다. CBT 시험은 더 이상 제공되고 있지 않다.
| iBT     | PBT     |
| ------- | ------- |
| 120     | 677     |
| 120     | 673     |
| 119     | 670     |
| 118     | 667     |
| 117     | 660-663 |
| 116     | 657     |
| 114-115 | 650-653 |
| 113     | 647     |
| 111-112 | 640-643 |
| 110     | 637     |
| 109     | 630-633 |
| 106-108 | 623-627 |
| 105     | 617-620 |
| 103-104 | 613     |
| 101-102 | 607-610 |
| 100     | 600-603 |
| 98-99   | 597     |
| 96-97   | 590-593 |
| 94-95   | 587     |
| 92-93   | 580-583 |
| 90-91   | 577     |
| 88-89   | 570-573 |
| 86-87   | 567     |
| 84-85   | 563     |
| 83      | 557-560 |
| 81-82   | 553     |
| 79-80   | 550     |
| 77-78   | 547     |
| 76      | 540-543 |
| 74-75   | 537     |
| 72-73   | 533     |
| 71      | 527-530 |
| 69-70   | 523     |
| 68      | 520     |
| 66-67   | 517     |
| 65      | 513     |
| 64      | 507-510 |
| 62-63   | 503     |
| 61      | 500     |
| 59-60   | 497     |
| 58      | 493     |
| 57      | 487-490 |
| 56      | 483     |
| 54-55   | 480     |
| 53      | 477     |
| 52      | 470-473 |
| 51      | 467     |
| 49-50   | 463     |
| 48      | 460     |
| 47      | 457     |
| 45-46   | 450-453 |
| 44      | 447     |
| 43      | 443     |
| 41-42   | 437-440 |
| 40      | 433     |
| 39      | 430     |
| 38      | 423-427 |
| 36-37   | 420     |
| 35      | 417     |
| 34      | 410-413 |
| 33      | 407     |
| 32      | 400-403 |
| 30-31   | 397     |
| 29      | 390-393 |
| 28      | 387     |
| 26-27   | 380-383 |
| 25      | 377     |
| 24      | 370-373 |
| 23      | 363-367 |
| 22      | 357-360 |
| 21      | 353     |
| 19-20   | 347-350 |
| 18      | 340-343 |
| 17      | 333-337 |

### TOEFL -IELTS점수 비교표[10]
| IELTS Score | TOEFL iBT Score |
| ----------- | --------------- |
| 9           | 118-120         |
| 8.5         | 115-117         |
| 8           | 110-114         |
| 7.5         | 102-109         |
| 7           | 94-101          |
| 6.5         | 79-93           |
| 6           | 60-78           |
| 5.5         | 46-59           |
| 5           | 35-45           |
| 4.5         | 32-34           |
| 0-4         | 0-31            |

## 공식 시험 준비 자료

### 무료 자료
1. TOEFL iBT® 대화형 샘플 추출기 보관됨 2017-01-06 - 웨이백 머신: 4개 영역의 모든 시험에서 TOEFL iBT 문제에 대한 무료 무제한 액세스를 제공한다. 여기에는 Speaking 및 Writing 문제에 대한 샘플 답변과 더불어 대화형 Reading 및 Listening 문제를 포함
2. TOEFL iBT® 시험 문제 (영어): 예전 시험에서 사용된 TOEFL iBT 문제의 무료 세트를 제공
3. TOEFL iBT® Quick Prep 보관됨 2017-01-06 - 웨이백 머신: 과거 시험에 나왔던 TOEFL iBT 문제를 무료 연습 도구를 사용하여 준비할 수 있는 다른 방법을 제공
4. TOEFL iBT® 시험 준비 계획서[깨진 링크(과거 내용 찾기)]: TOEFL® 시험 준비를 위한 8주 계획을 제공

### 유료 자료
1. TOEFL® 시험 공식 안내서, 제4판 (영어)
2. 공식 TOEFL iBT® 시험, 제2권 – 신판! (영어)
3. 토플 프랙티스 온라인 TOEFL Practice Online (TPO): 실제 TOEFL iBT 시험을 연습할 수 있는 유일한 공식 모의고사

## 비판
ETS가 공개한 쓰기 평가 기준은 모호한 표현으로 가득찬 상투적인 내용이 대다수이며, 수험생에게 전달된 채점 점수에 대한 설명과 평가 역시 제공되지 않는 탓에 객관성과 공정성에 의문을 낳고 있다.
또한, 대한민국에서는 CBT에서 iBT로의 변경이 진행되던 2005년 6월부터 수년동안 응시자들의 폭주로 접수 사이트가 다운되자, 시험시간을 긴급히 늘리고, 응시자들은 토플시험을 여러 번 미리 예약해 놓은 뒤, 인터넷을 통해 비싼 값에 양도하는 등의 일명 토플대란이 벌어졌다. 이에 ETS는 한국지사 설립, 서버 및 시험장 확충, 그리고 PBT시험의 확대를 약속했으나 지지부진하였기 때문에 수험생들이 일본 등 다른 나라에 가서 시험에 응시하는 일도 있었다.

## 주요 국가의 토플 응시 비용[13]
2019년 5월 현재 한국 내 토플 응시 비용은 220달러이다.
- 베트남 170달러
- 미국 캘리포니아주 195달러
- 영국 200달러
- 일본 235 달러
- 스웨덴 260달러

## 주요 국가의 토플 평균 점수
2011년 기사 기준. 은 아래와 같으며 2015년 자료는 Test and score report data for TOEFL iBT Tests 보관됨 2017-01-19 - 웨이백 머신에서 볼 수 있다.
- 1위 -  네덜란드 (100점)
- 2위 -  덴마크 (99점)
- 2위 -  싱가포르 (99점)
- 4위 -  벨기에 (98점)
- 4위 -  오스트리아 (98점)
- 21위 -  인도 (92점)
- 36위 -  말레이시아 (89점)
- 40위 -  필리핀 (88점)
- 70위 -  대한민국 (82점[15])
- 70위 -  홍콩 (82점)
- 88위 -  조선민주주의인민공화국 (78점)
- 92위 -  중화인민공화국 (77점)
- 124위 -  일본 (69점)

## 같이 보기
- TOEIC
- G-TELP
- TEPS
- iELTS